# Otto Propheter

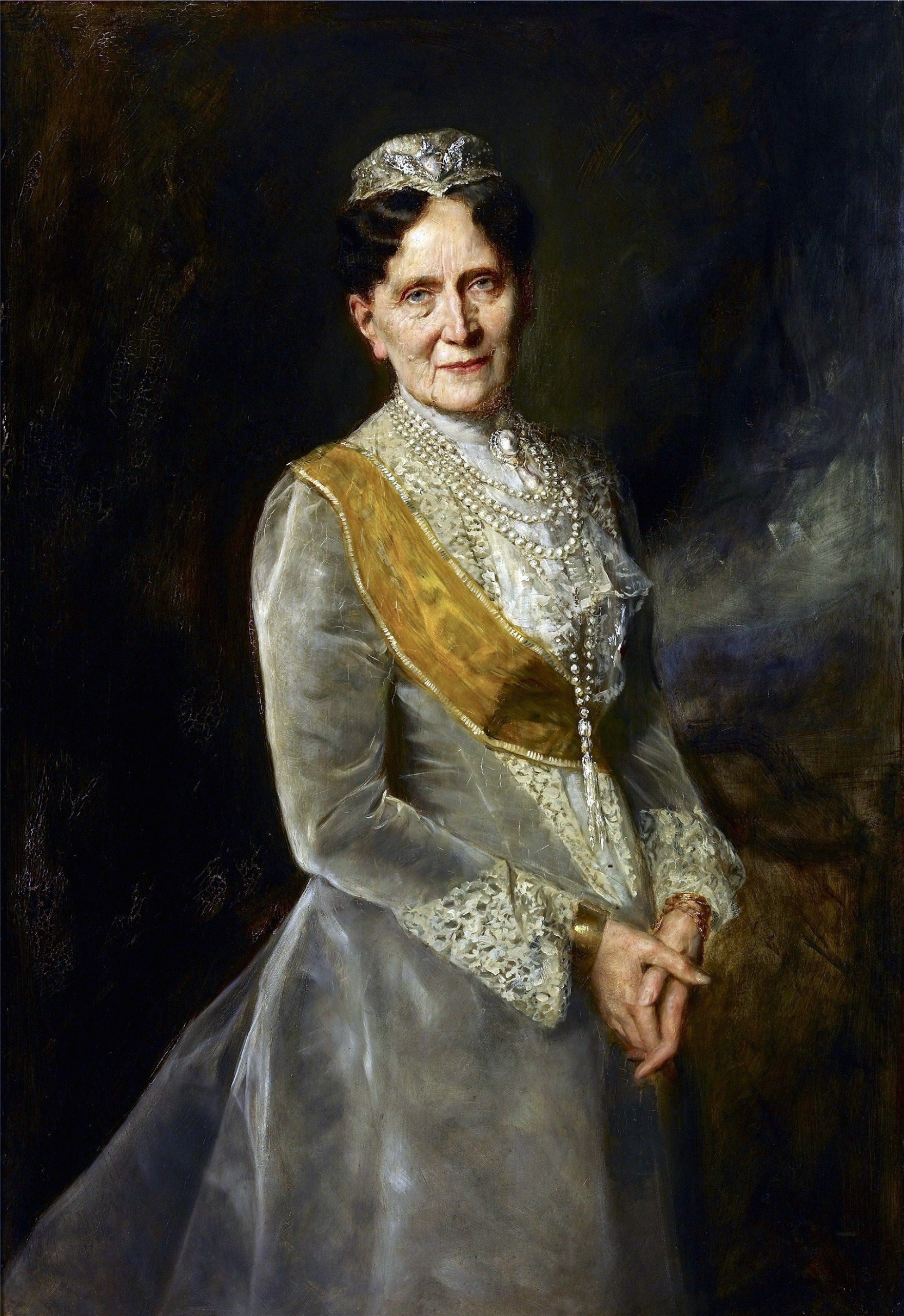
Otto Propheter, porträtt av Louise av Preussen från 1903.

Otto Heinrich Propheter, född den 29 juni 1875 i Mannheim, död den 1 december 1927 i Karlsruhe, var en tysk målare.
Propheter studerade för Ferdinand Keller i Karlsruhe, tog i sina barn- och dambilder intryck företrädesvis av engelska målare, men visade i sina mansporträtt inflytande från Franz von Lenbach, vars livliga intresse han lyckades tillvinna sig. Propheter porträtterade bland andra storhertigen och storhertiginnan av Baden (1902 och 1905, galleriet i Mannheim), arvstorhertigen och arvstorhertiginnan av Baden (galleriet i Freiburg), Gustav V och Viktoria av Sverige, drottningen av Württemberg med flera.